# Mason Jones

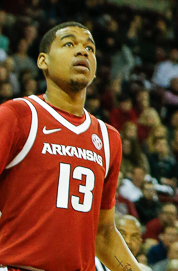
Mason Jones, 2019.

Mason Christopher Jones, född 21 juli 1998 i Dallas i Texas, är en amerikansk professionell basketspelare (SG) som spelar för Sacramento Kings i National Basketball Association (NBA). Han har tidigare spelat för Houston Rockets, Philadelphia 76ers och Los Angeles Lakers.
Jones blev aldrig NBA-draftad.
Innan han blev proffs studerade Jones vid University of Arkansas och spelade för deras idrottsförening Arkansas Razorbacks.